# 刈谷市立小垣江東小学校
刈谷市立小垣江東小学校（かりやしりつ おがきえひがししょうがっこう）は愛知県刈谷市小垣江町に所在する公立小学校。

## 概要
- 刈谷市にある15の小学校の中で最南端に位置し、敷地の四方を水田に囲まれている。児童数は約200人の小規模校であり、刈谷市にある15の小学校の中で最も少ない。
- 刈谷市立刈谷特別支援学校を併設する。

## 沿革
1983年（昭和58年）に刈谷市立依佐美中学校の分校として開設された。1987年（昭和62年）4月1日には刈谷市立小垣江小学校や刈谷市立双葉小学校の学区の一部が分離されて刈谷市立小垣江東小学校が独立した。